# Hofanlage Hiddigwarder Straße 40
Die Hofanlage Hiddigwarder Straße 40 mit Gulfhaus in Berne-Hiddigwarden stammt aus dem 19. und 20. Jahrhundert.
Aktuell (2023) wird sie wohl landwirtschaftlich genutzt.
Die Gebäude stehen unter Denkmalschutz (siehe auch Liste der Baudenkmale in Berne).

## Beschreibung
Im Kern des Dorfes stehen sechs nebeneinanderliegende Hofanlagen. Die Hofanlage Hiddigwarder Straße 40 mit altem Baumbestand besteht aus:
- dem eingeschossigen giebelständigen massiven verklinkerten linken Wohngebäude von um 1905 mit Drempel und Satteldach vom Bautyp einer „Oldenburger Hundehütte“ sowie mit Rahmungen der Öffnungen in Werkstein, geschossteilendem Gesims, Kantenquaderung und vorgeblendeter mittlerer Balustrade,[2]
- der eingeschossigen giebelständigen rechten Gulfscheune aus der Mitte des 19. Jahrhunderts als Hallenhaus mit Krüppelwalmdach, Niedersachsengiebel mit Uhlenloch und zwei Groote Doore,
- dem angebauten eingeschossigen traufständigen massiven Stallflügel zwischen Wohn- und Gulfhaus mit Satteldach,
- der eingeschossigen giebelständigen ganz rechten Scheune aus der ersten Hälfte des 19. Jahrhunderts in Fachwerk mit Steinausfachungen, teils verbohlt, mit Walmdach und Querdurchfahrt sowie etwas jüngerer Kübbung[3]
- sowie weiteren nicht denkmalgeschützten Nebenanlagen.

Das Landesdenkmalamt befand: „… geschichtliche Bedeutung … als beispielhafte Gruppe von Hofanlagen mit Nebengebäuden und Heuerhäusern … .“
Das Gulfhaus als Ostfriesenhaus ist eine Bauernhausform in Holzständerbauweise seit dem 16. Jahrhundert. Gulf (altnordisch für Rinne oder Vertiefung) bezeichnet den Scheunenteil zwischen den vier zentralen Ständern.